# Stare Miasto (Grudziądz)
Stare Miasto – najstarsza część Grudziądza, istniejąca jeszcze przed lokacją miasta w 1291 r. na prawie chełmińskim. Obejmuje dawne XIII-wieczne miasto Grudziądz w obrębie dawnych murów miejskich wraz z Górą Zamkową.

## Ulice
- Zamkowa
- Spichrzowa
- Stara
- Tkacka
- Murowa
- Kościelna
- Długa
- Starorynkowa
- Ratuszowa
- Prosta
- Rynek
- Wieżowa
- Mikołaja Reja
- Adama Mickiewicza
- Szewska
- Poprzeczna
- Pańska
- Wodna
- Szkolna
- Klasztorna

## Galeria

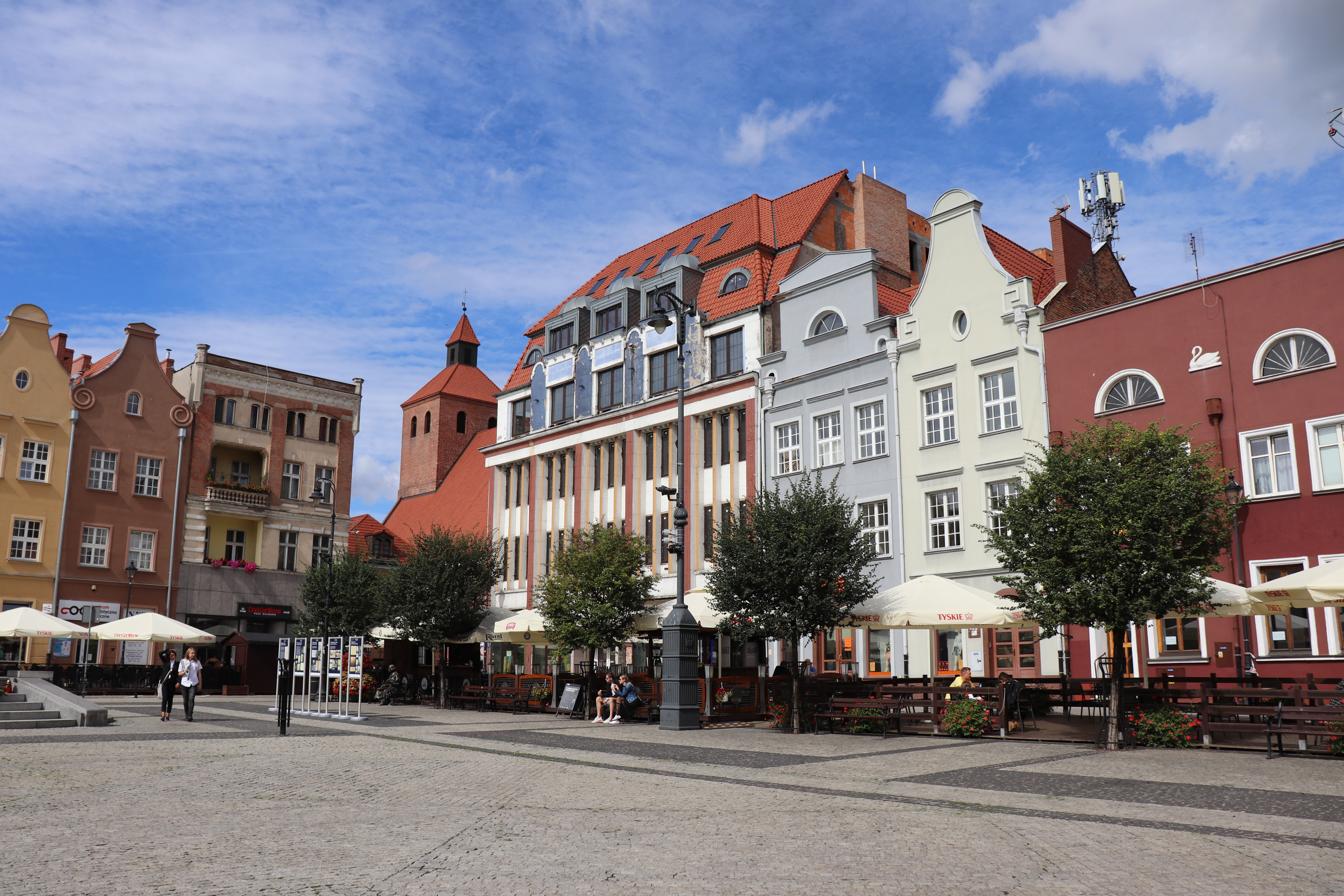
Rynek miejski
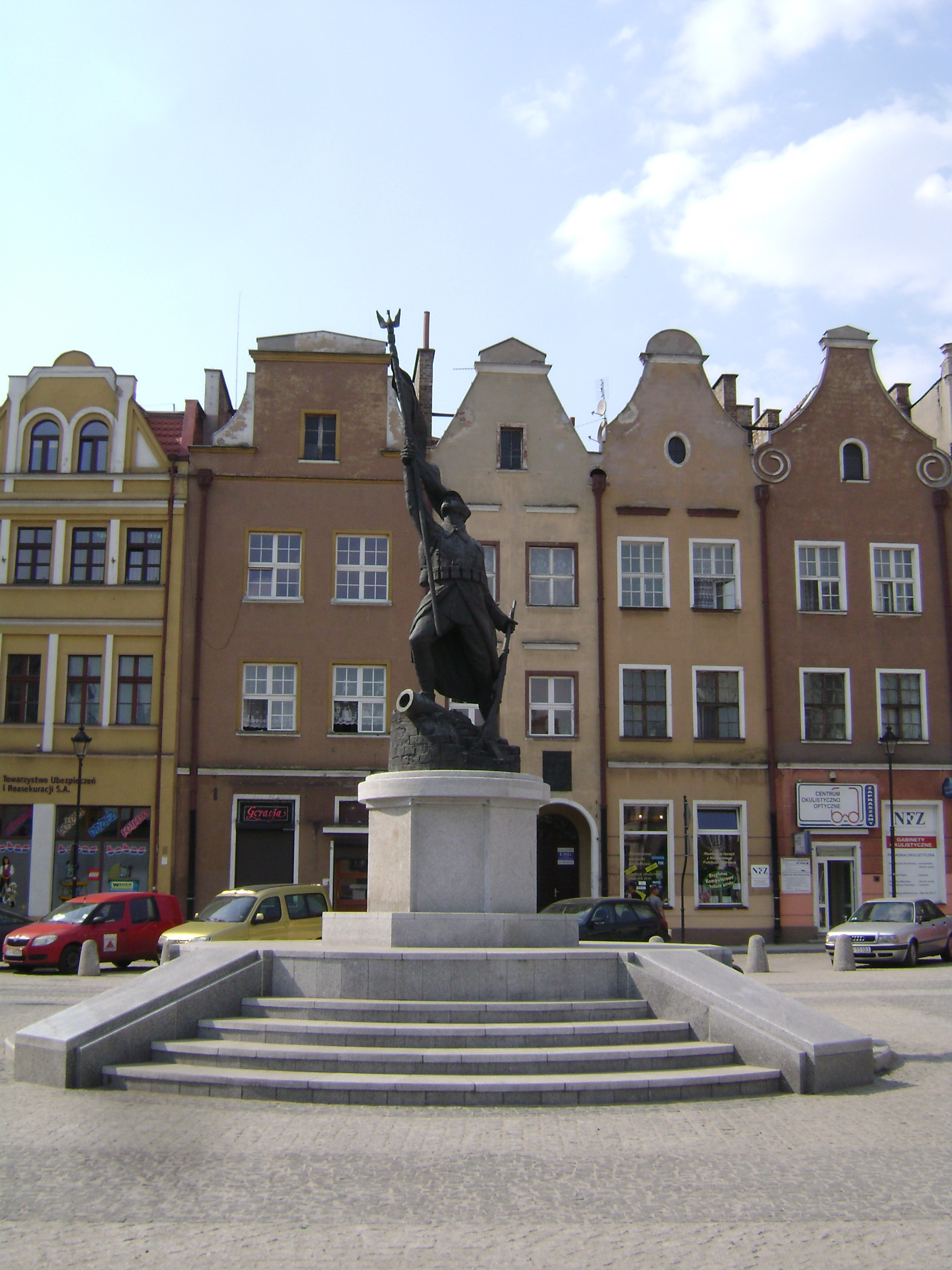
Pomnik Żołnierza Polskiego na rynku
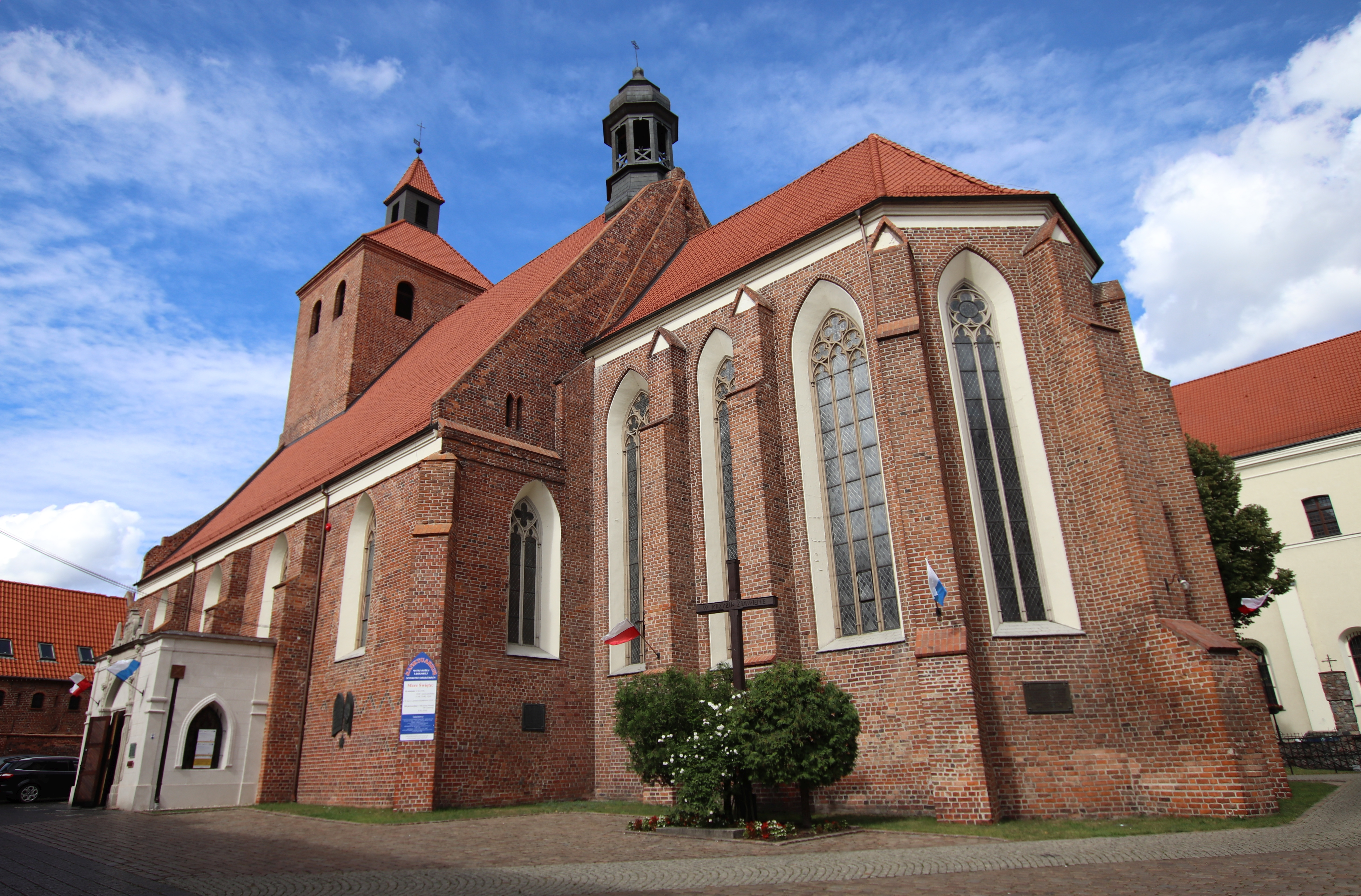
Bazylika św. Mikołaja
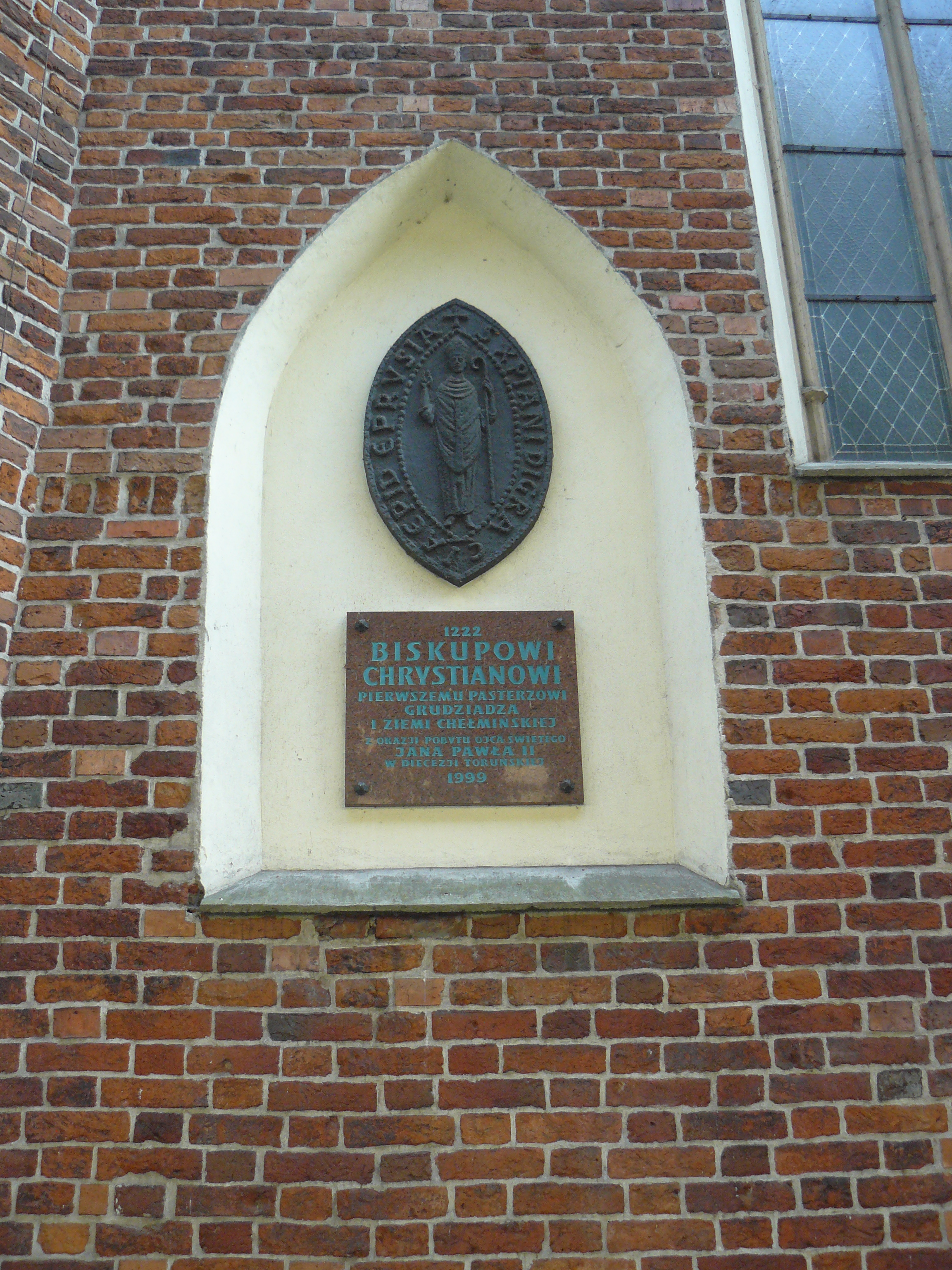
Tablica pamiątkowa poświęcona biskupowi Chrystianowi na ścianie kościoła św. Mikołaja
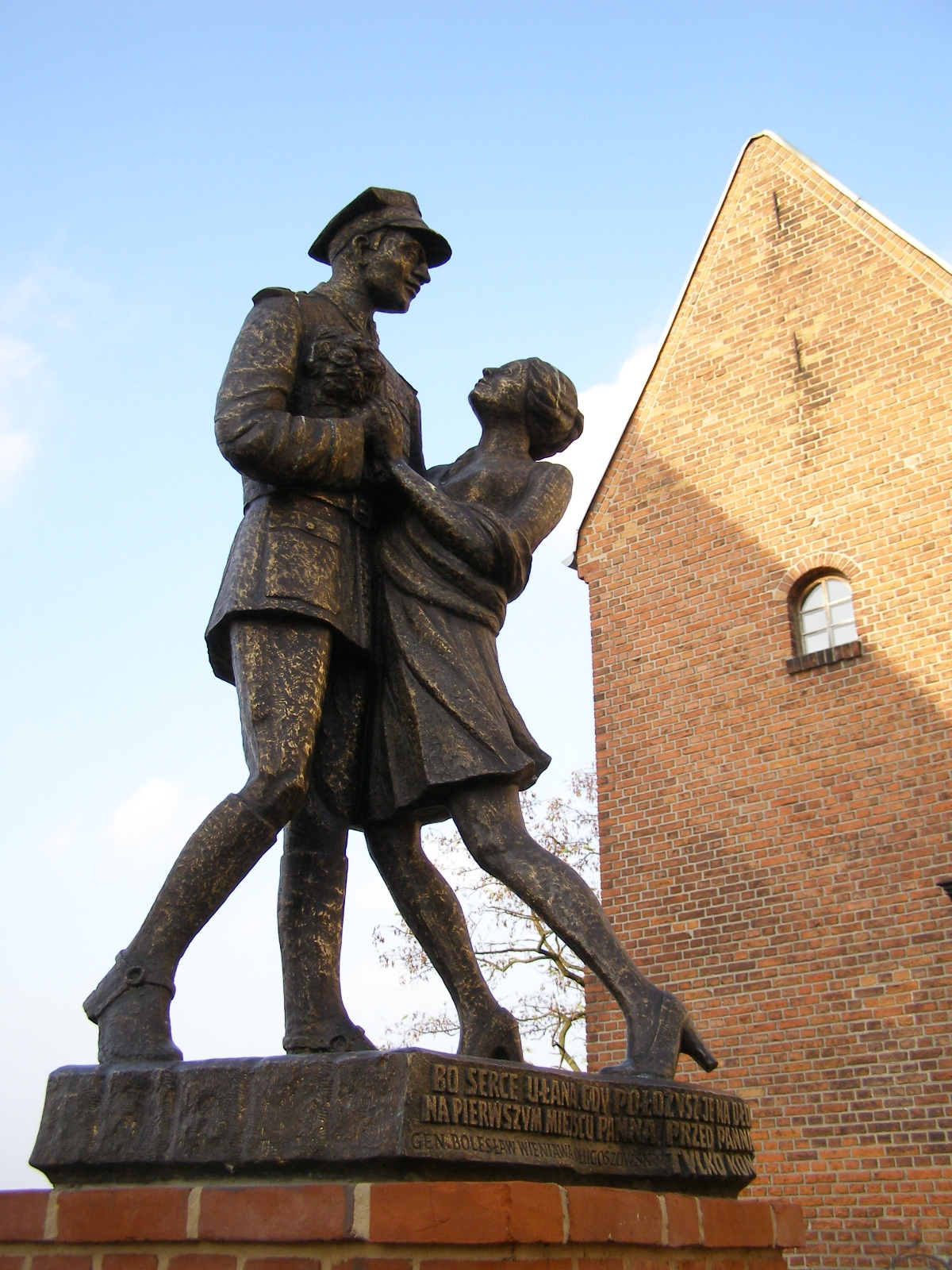
Pomnik Ułana z Dziewczyną na ul. Spichrzowej
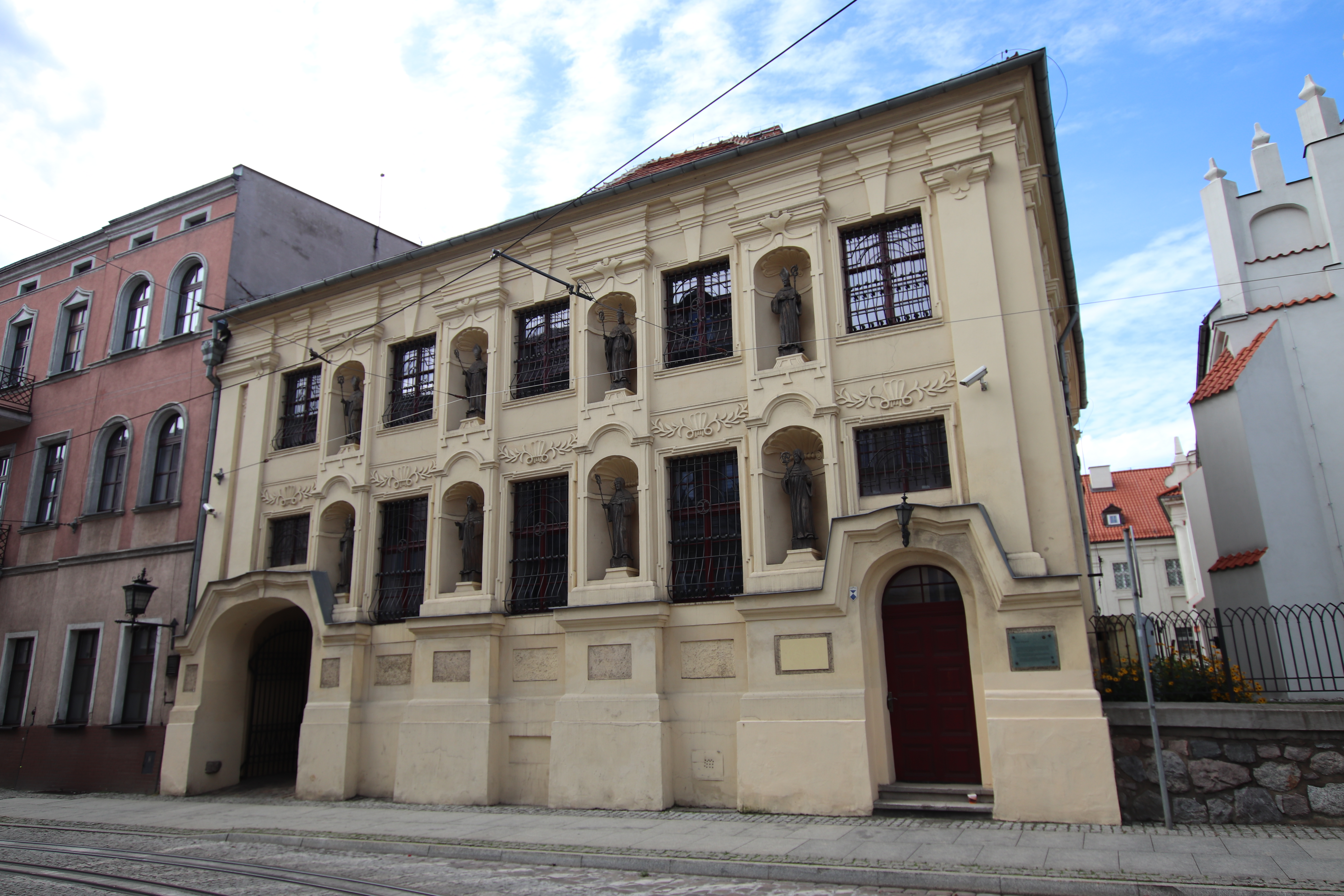
Pałac Opatek
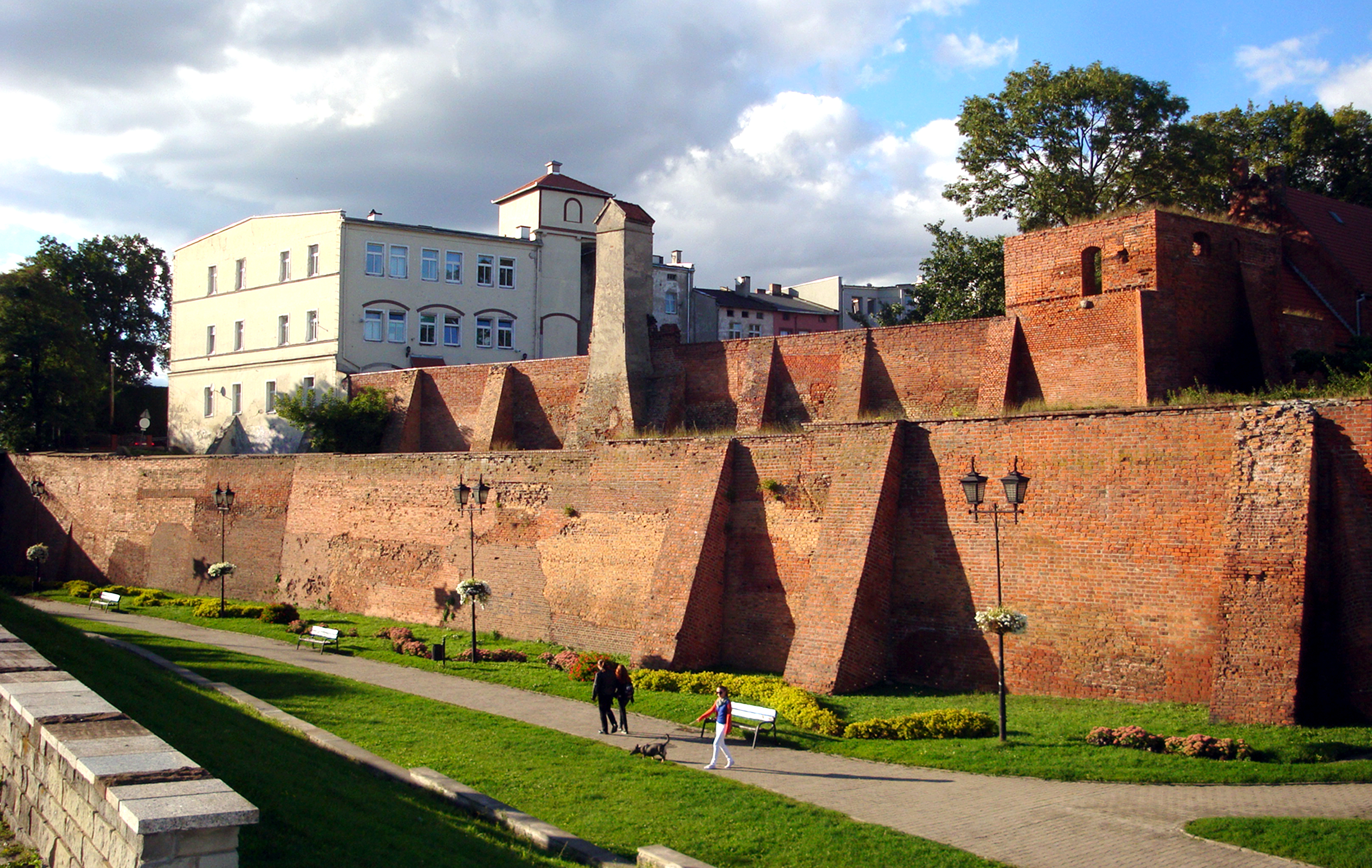
Mury miejskie
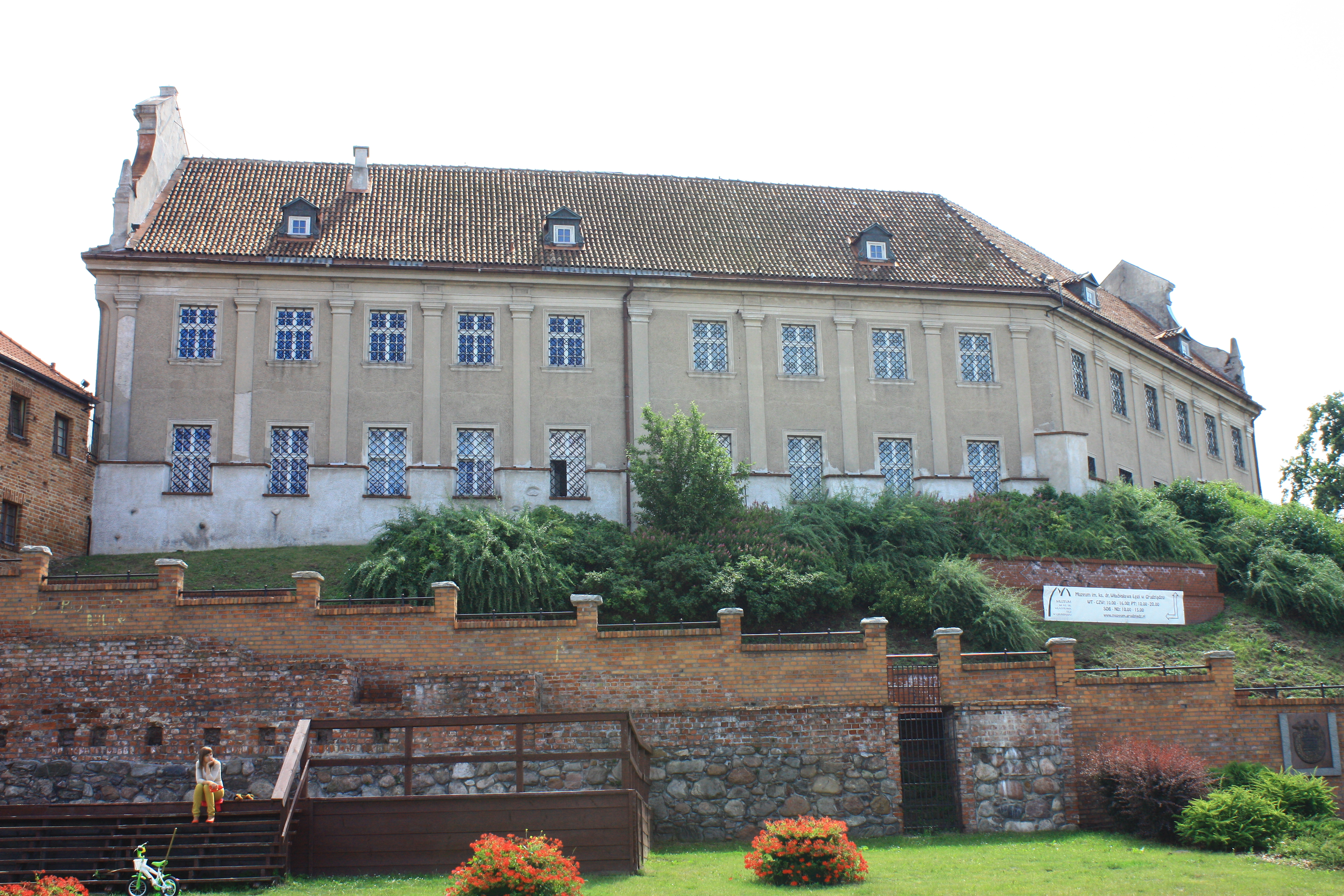
Klasztor Benedyktynek (obecnie siedziba muzeum)
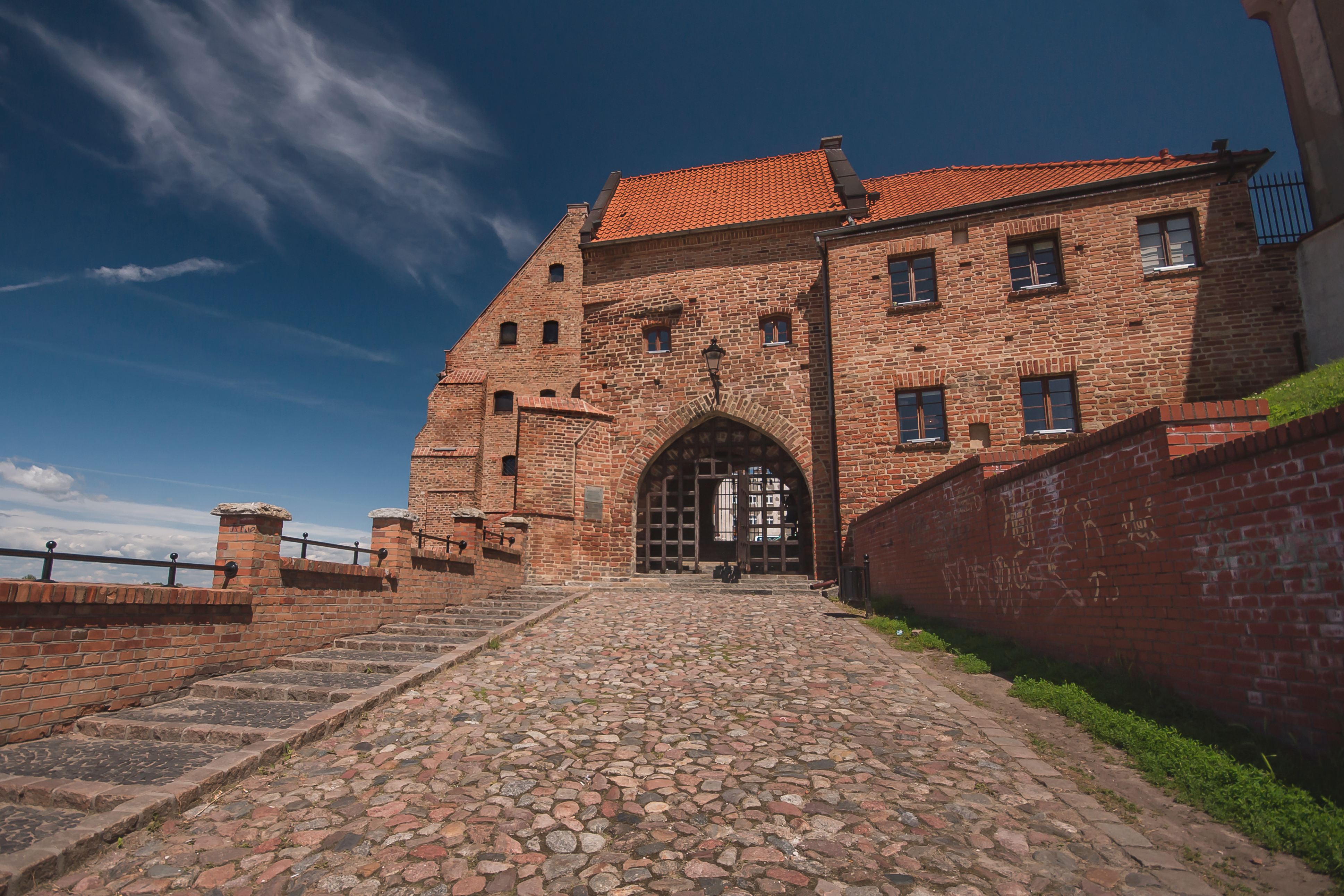
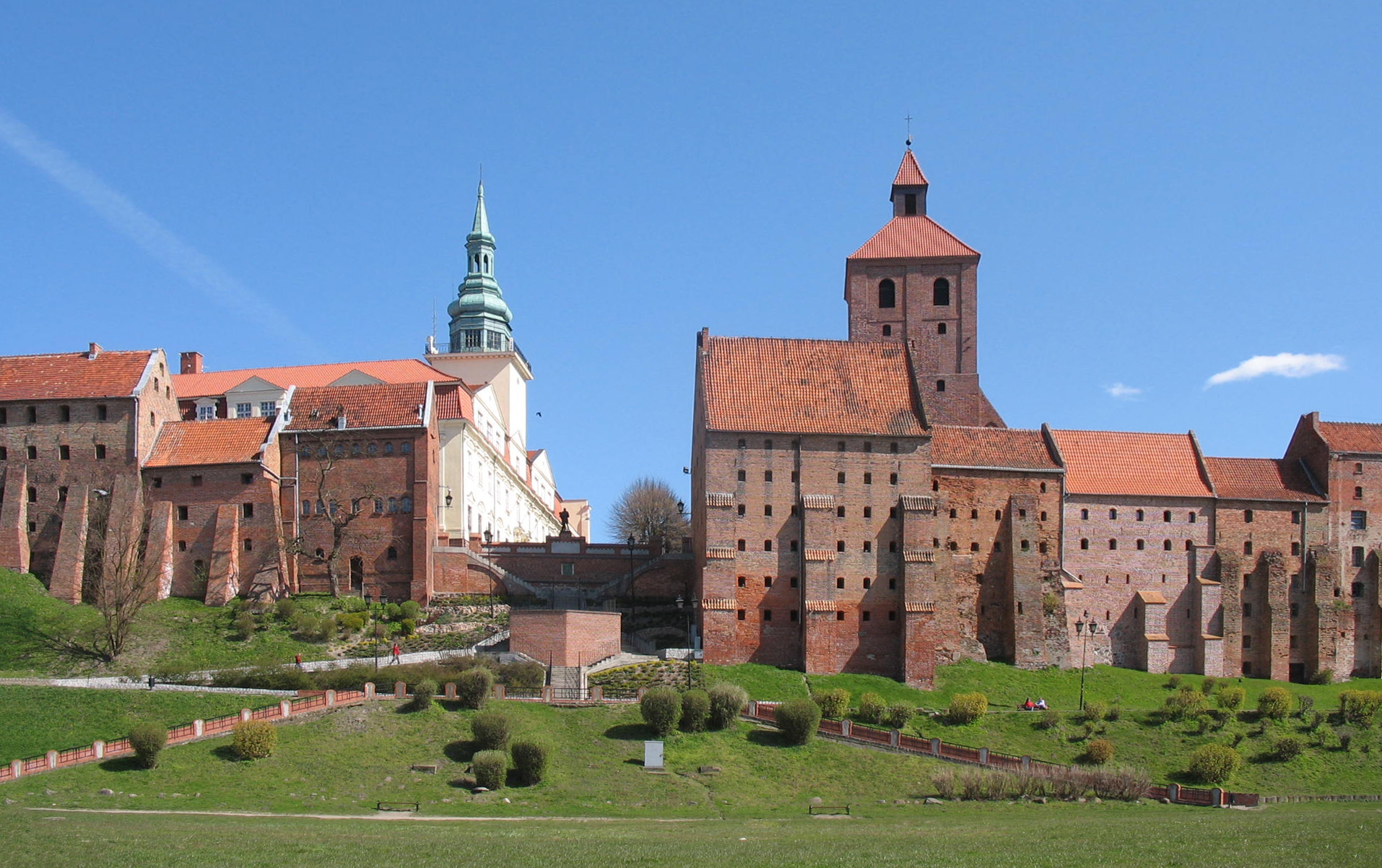
Spichrze
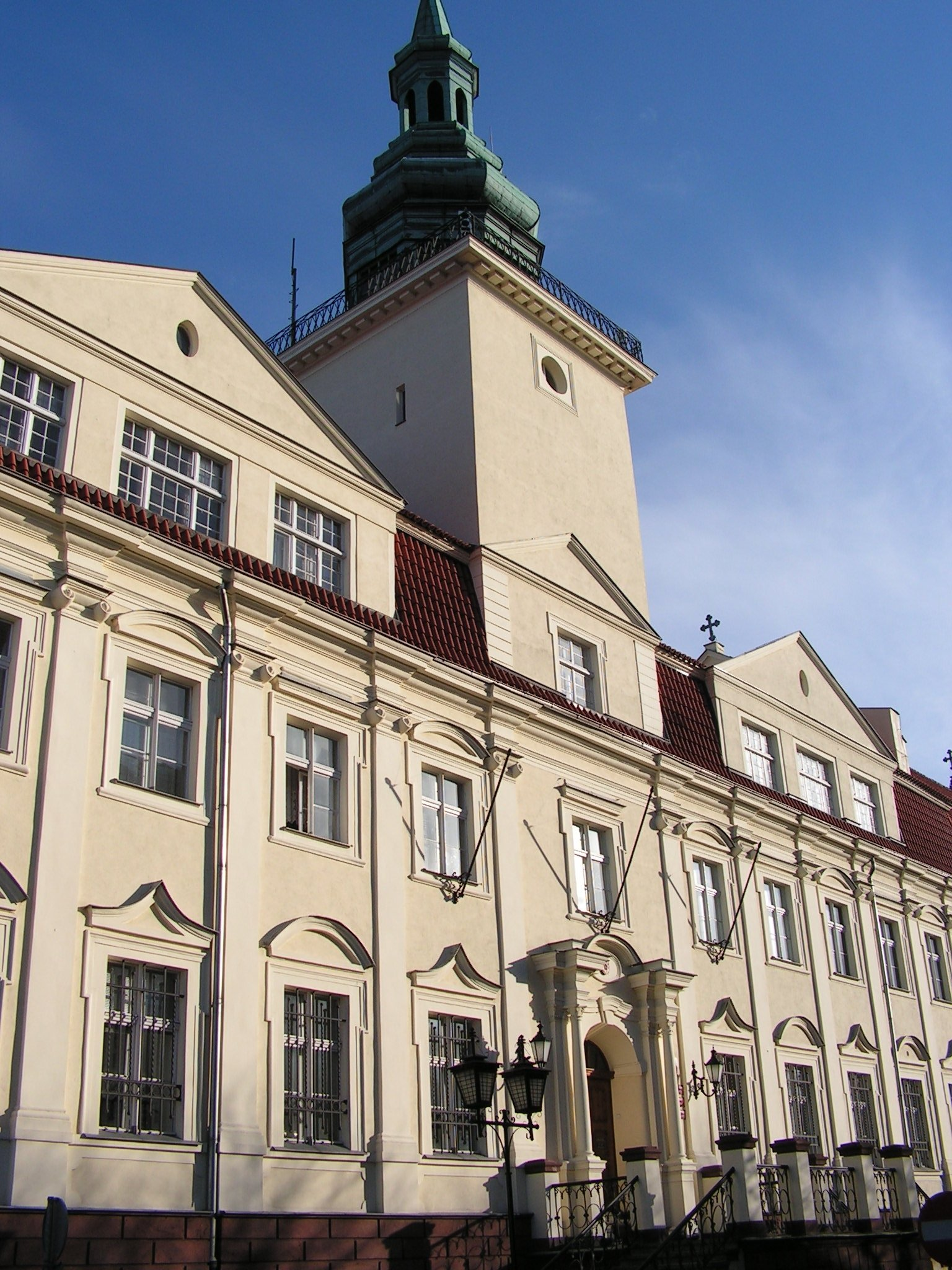
Dawne Kolegium Jezuickie (obecnie Ratusz Miejski)
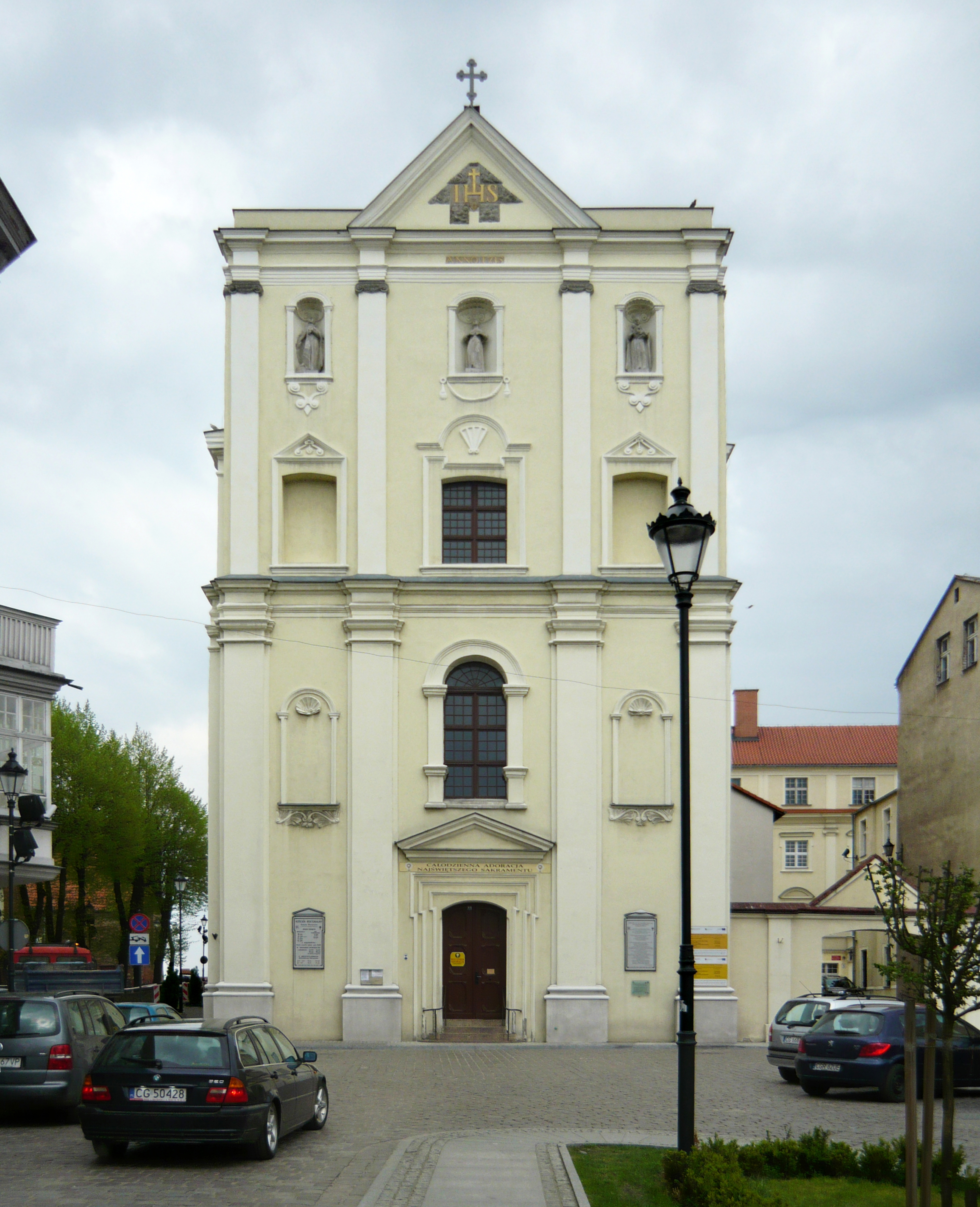
Kościół klasztorny jezuitów św. Franciszka Ksawerego
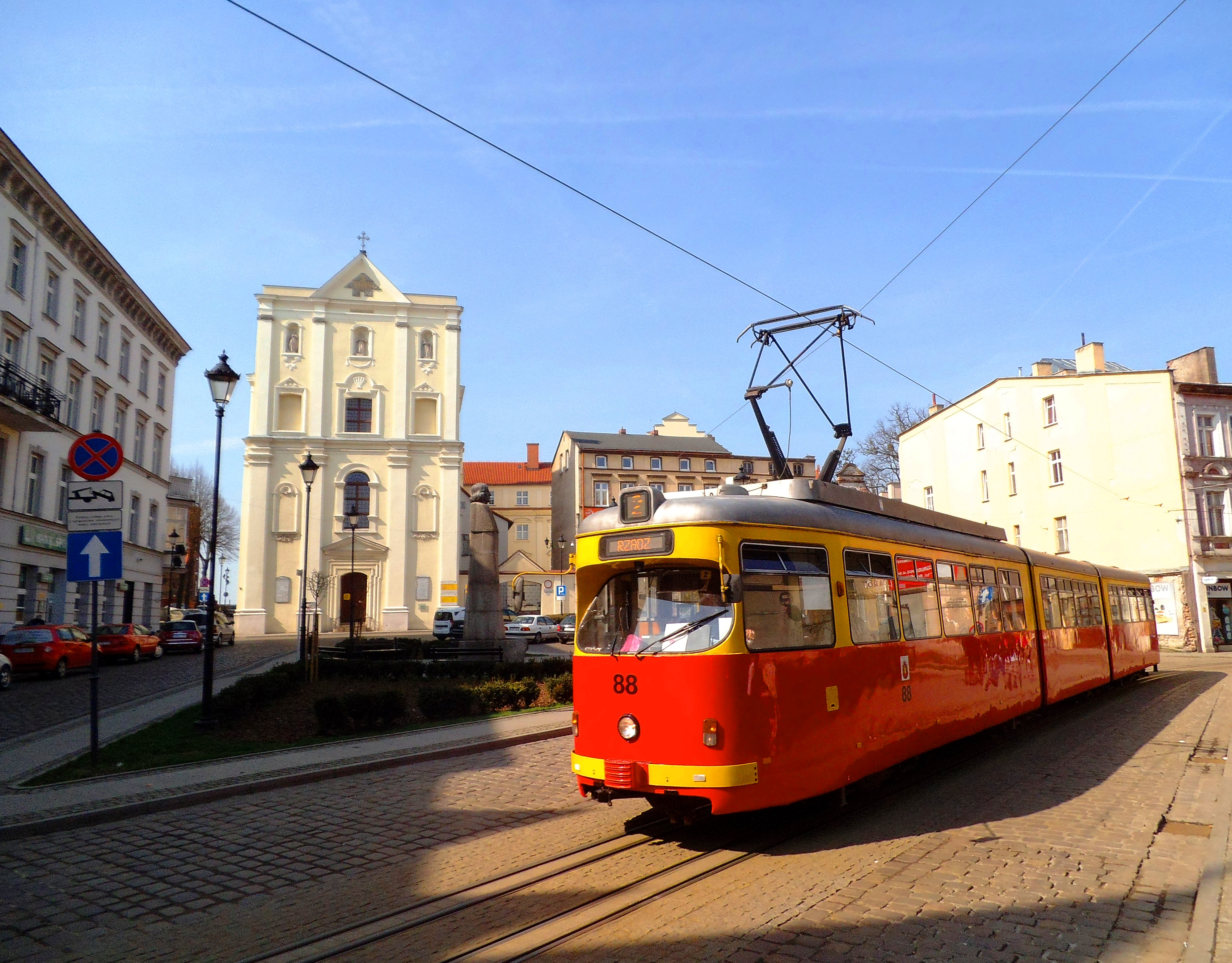
Tramwaj Düwag GT8 na Placu Miłośników Astronomii
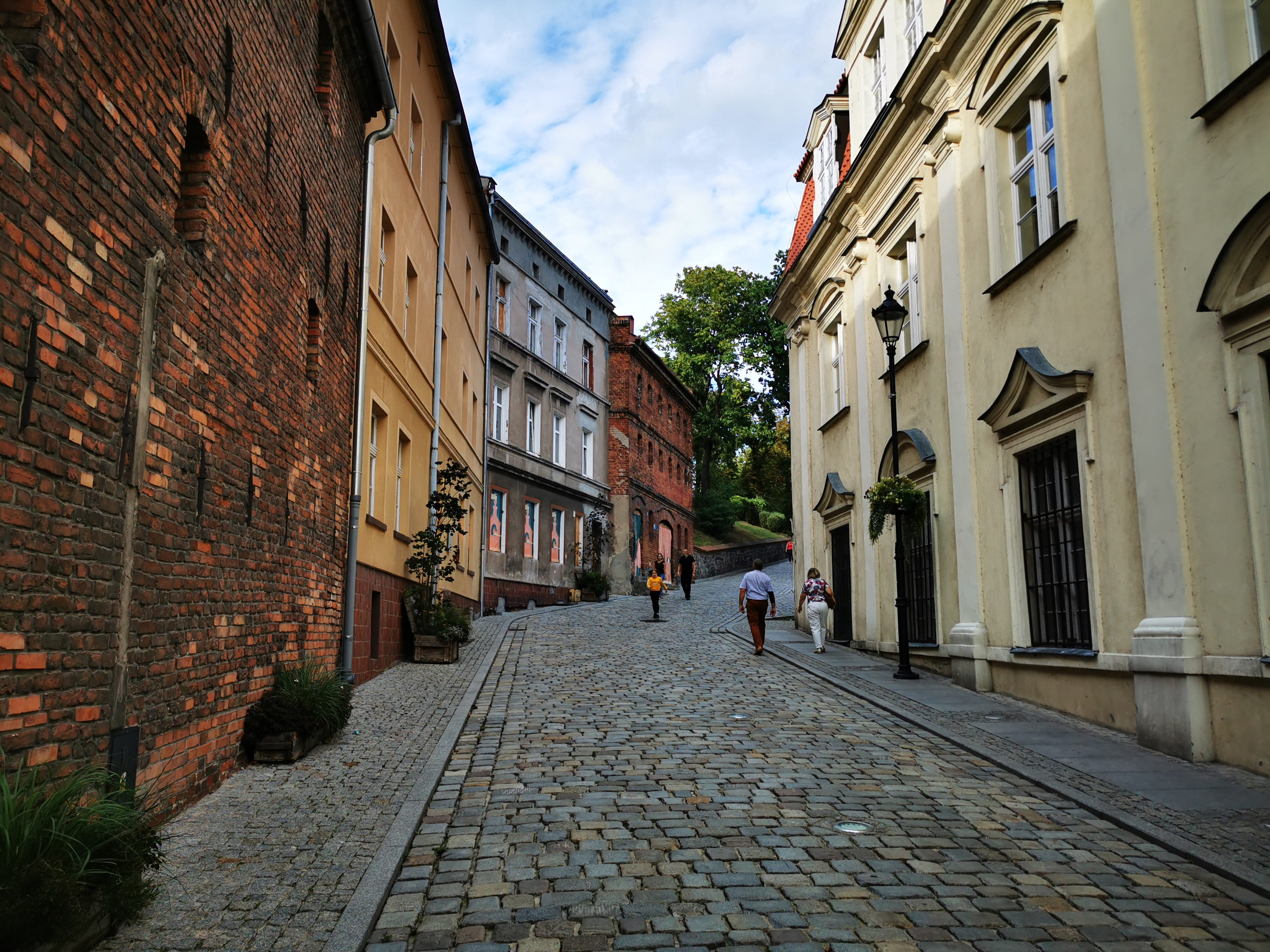
ul. Spichrzowa
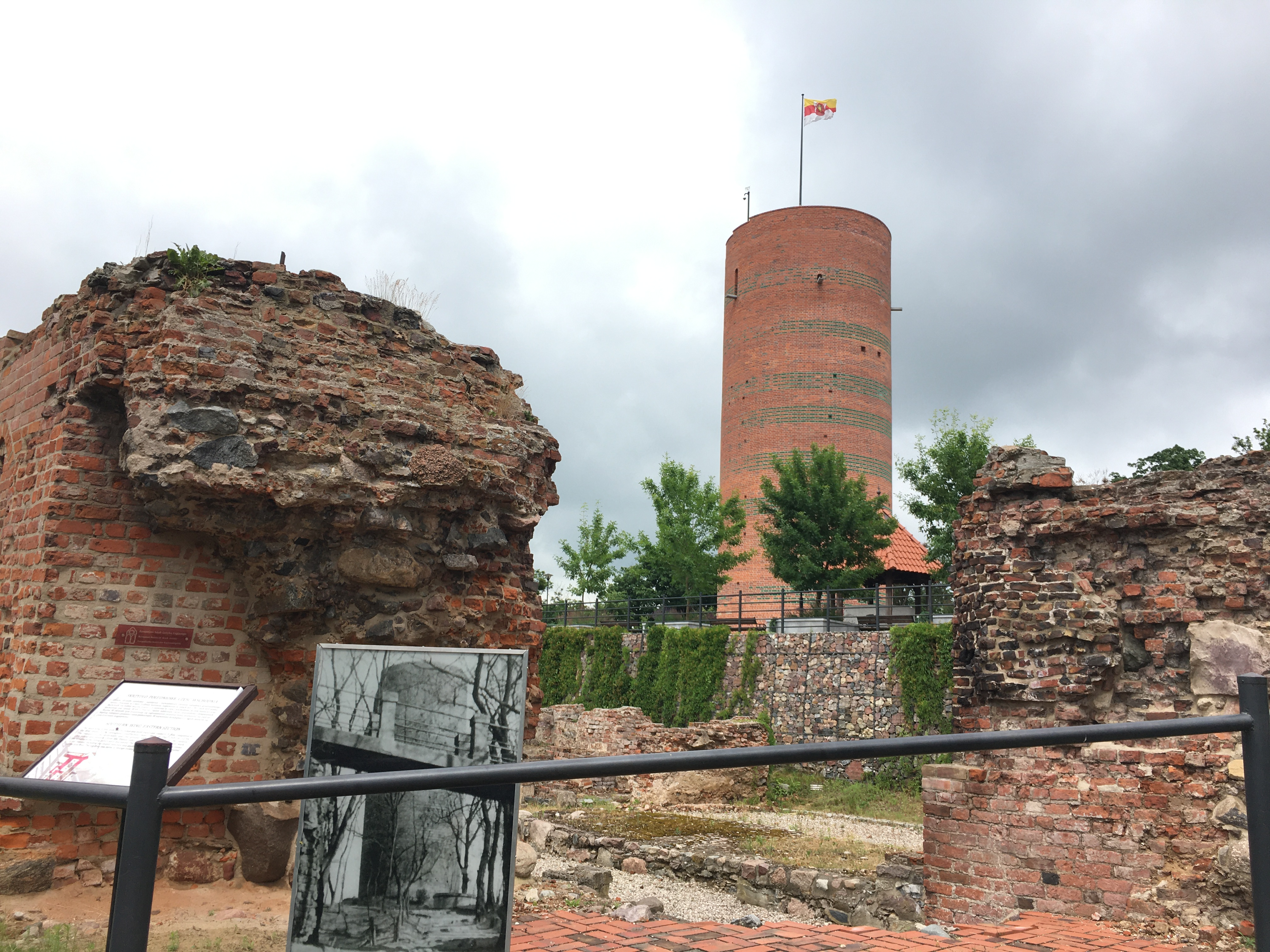
Ruiny zamku z Wieżą Klimek